# Nikkō-Nationalpark
Der Nikkō-Nationalpark (japanisch 日光国立公園 Nikkō Kokuritsu Kōen) ist ein Nationalpark in der Region Kantō auf der japanischen Insel Honshū. Er umfasst eine Fläche von 114.753 ha und wurde am 4. Dezember 1934 zusammen mit vier weiteren Parks zum Nationalpark deklariert. Der Park erstreckt sich über die drei Präfekturen Tochigi, Gunma und Fukushima. Der Park bietet neben einer reichen Tier- und Pflanzenwelt auch eine große Zahl von Bergen und heißen Quellen (Onsen). Mit der IUCN-Kategorie V ist das Parkgebiet als Geschützte Landschaft/Geschütztes Marines Gebiet klassifiziert. Das Japanische Umweltministerium ist für die Verwaltung der Nationalparks zuständig.
Zum 30. August 2007 wurden die westlichen Gebiete um Ozegahara (Oze-Moor) als eigenständiger Oze-Nationalpark ausgegliedert.

## Flora und Fauna
In den Wäldern des Nationalparks sind typische Tiere der japanischen Hauptinsel anzutreffen. Darunter zählen Japanische Serau, Kragenbären und dichte Populationen von Sikahirschen und Japanmakaken.

## Tourismus
Innerhalb eines Jahres haben zuletzt (Stand 2013) 15,44 Millionen Personen den Nationalpark besucht.
Zu den Sehenswürdigkeiten des Parks zählen:
- Nikkō Tōshō-gū
- Chūzenji-See
- Kegon-Fälle
- Ryūzu-Fälle
- Nantai-san
- Nikkō-Shirane-san
- Nasu-dake-Vulkankomplex

## Galerie

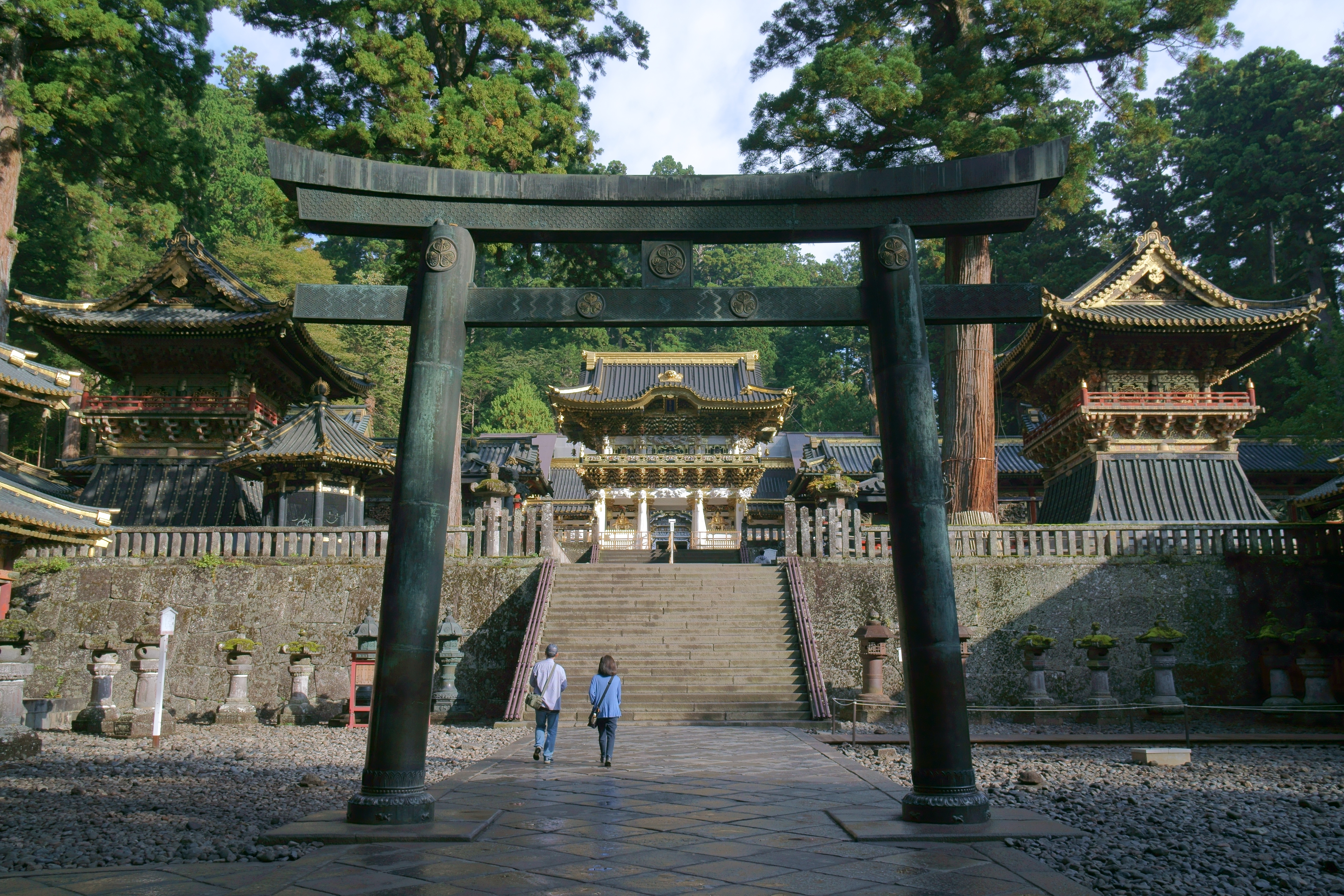
Torii am Nikkō Tōshō-gū
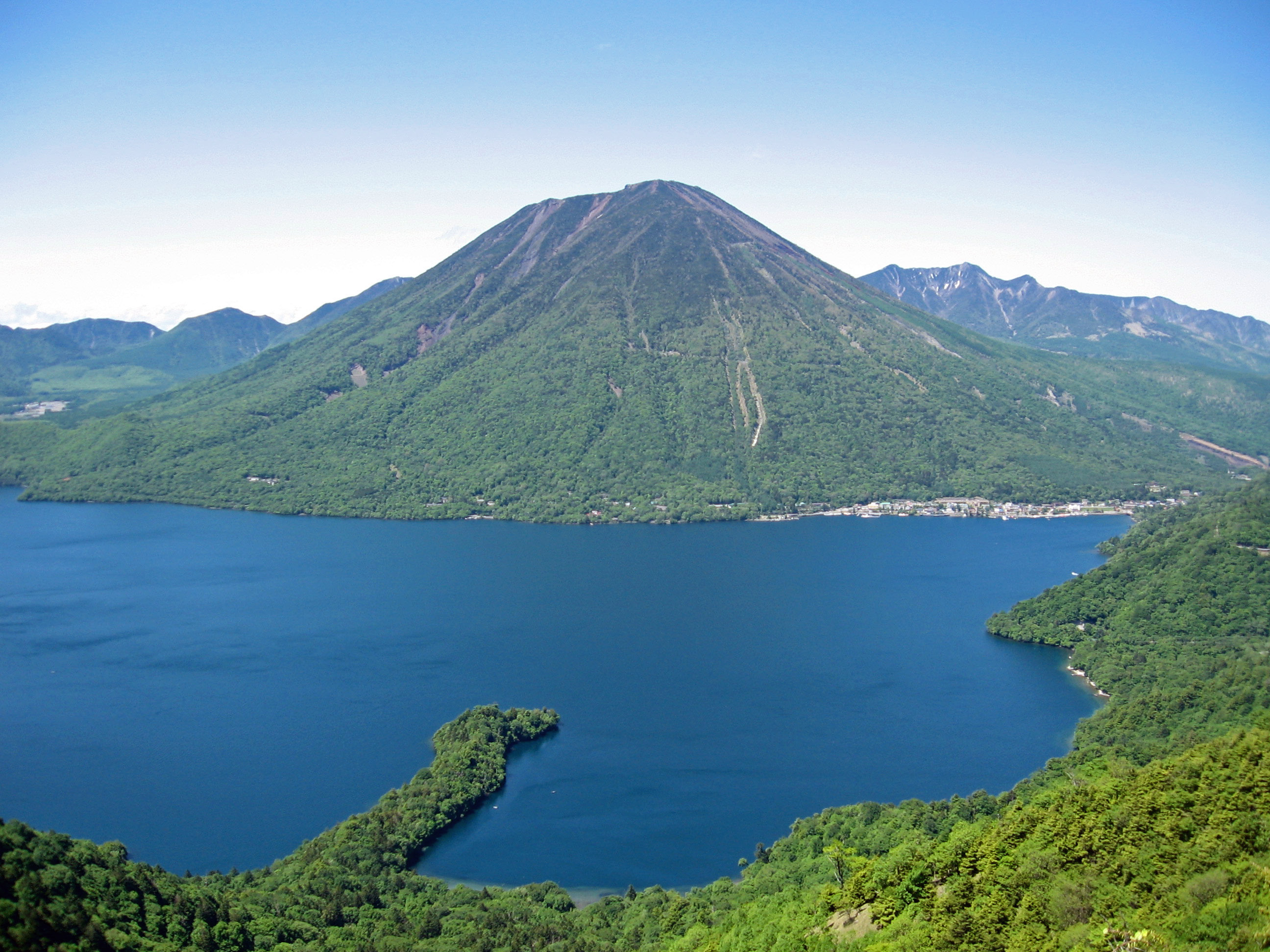
Chūzenji-See
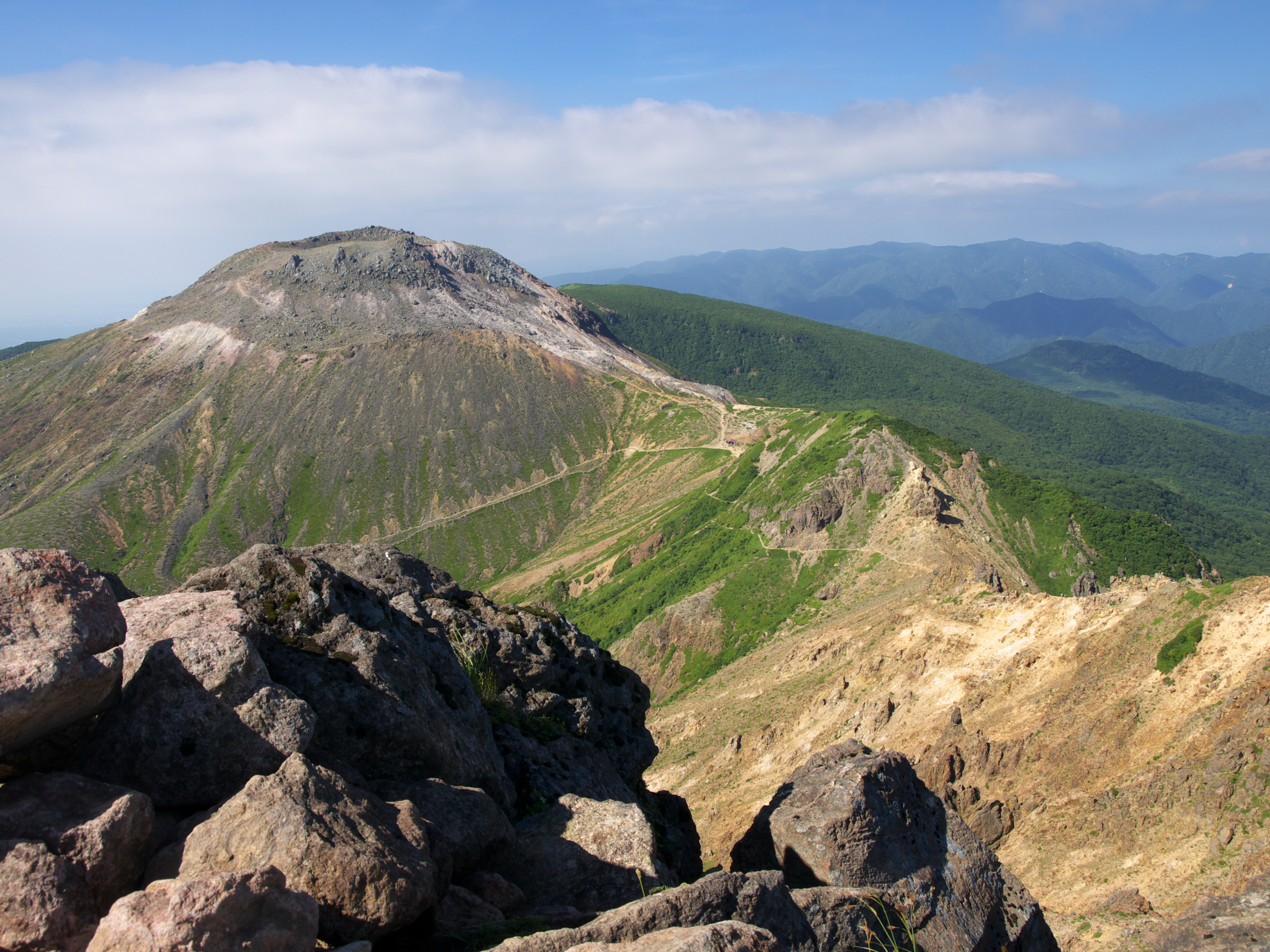
Blick auf den Chausu-dake vom Gipfel des Asahi-dake
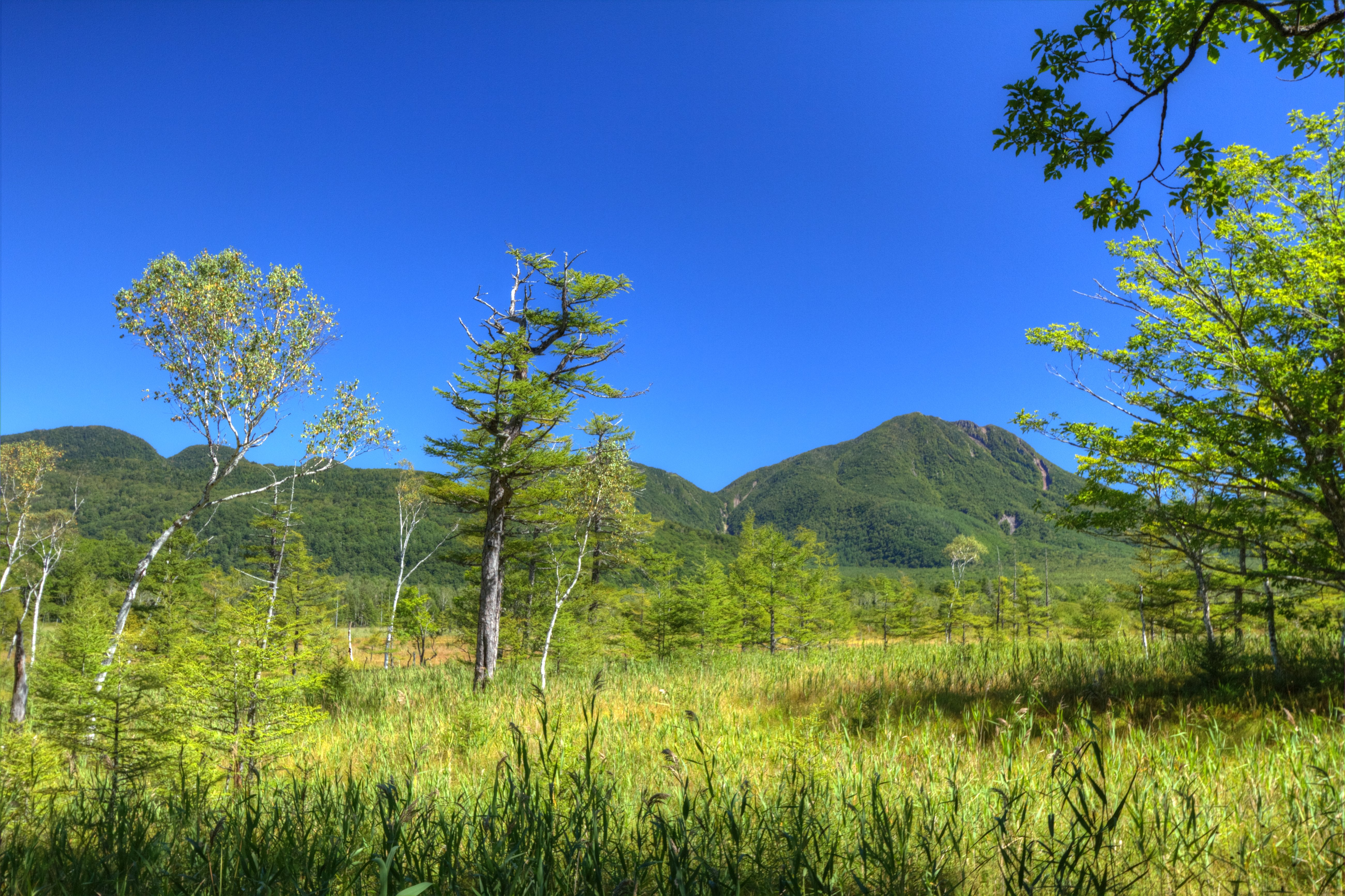
Senjogahara-Ebene im September
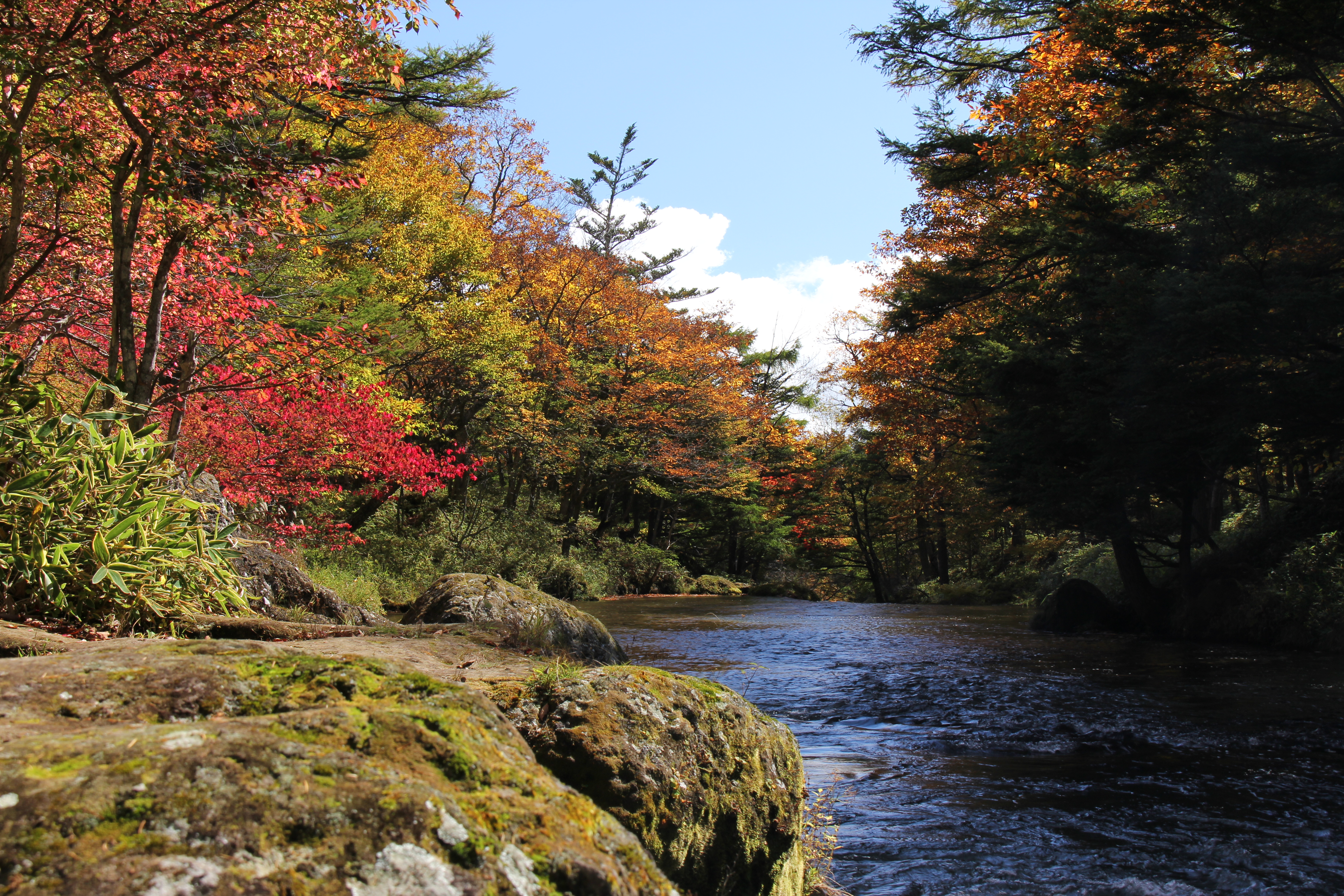
Fluss Yu in der Senjogahara-Ebene
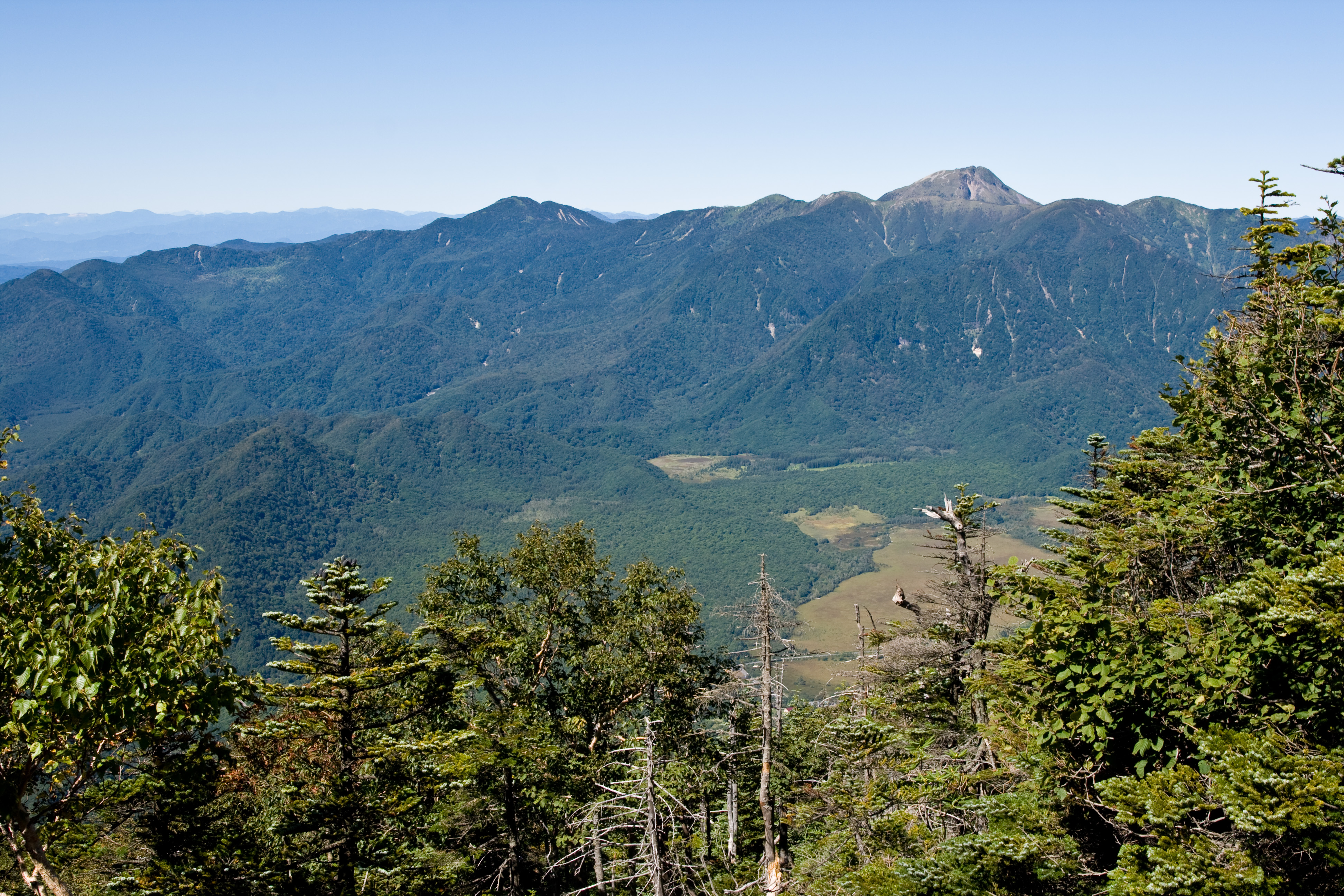
Nikkō-Shirane-san